# 魚力
株式会社魚力（うおりき、英: UORIKI CO.,LTD.）は、鮮魚及び寿司の小売事業、鮮魚等水産品の卸売事業、飲食事業（寿司飲食・海鮮居酒屋）を主業とし、鮮魚小売業において東京証券取引所プライム市場に上場する日本で唯一の企業である（2022年4月4日現在）。東京都立川市に本社を置く（2017年3月末日現在）。

## 概要
創業は1930年（昭和5年）。2000年前後より鮮魚小売業の販売額が激減する中で、売上げを確保している。
要因は、「店員の対面販売による販売力」と「仕入れコストの低さ」。販売力が強いため、市場で安い魚を大量に仕入れても売り切ることができる。また、仕入れ値の安さで店員の対面販売にかかる人件費を吸収できるという側面もある。
1990年（平成2年）以降は寿司の小売販売事業を開始。伝統的な江戸前寿司を中心にのり巻や丼を品揃えする「魚力海鮮寿司」、伝統的な江戸前寿司に加えニューヨークスタイルのロール寿司や創作寿司を品揃えする「かげん」、江戸前寿司の中でもハイグレードなセット寿司を中心にロール寿司や丼、押し寿司を品揃えする「Sushi力蔵」の3ブランドを展開する。鮮魚売り場に併設の寿司店では、売り場で調理したての生ネタを使用した高鮮度の「市場寿司」をはじめ、伝統的な江戸前寿司、単品にぎり、のり巻、丼、押し寿司などを品揃えする（2017年3月末日現在）。
2000年（平成12年）以降は飲食事業を開始し、「海鮮魚力」、「魚力海鮮寿司」、「築地魚力」を運営するとともに、事業パートナーと連携した新業態の飲食店舗の運営にも参画している（2017年3月末日現在）。
国内では首都圏の駅ビルや百貨店を中心に、全88店舗展開している（2017年3月末日現在）。
卸売業では、2008年（平成20年）4月から米国で事業を開始するとともに、国内をはじめ、米国及び東南アジア、ならびにEUに向けて高速冷凍技術を用いた高鮮度凍結魚の輸出を開始している。

## 沿革
- 1930年（昭和5年） - 魚力商店を創業。
- 1953年（昭和28年） - 株式会社魚力商店を設立。
- 1966年（昭和41年） - 最初のテナント出店。
- 1973年（昭和48年） - 東京都中央卸売市場（築地市場）の売買参加者承認。
- 1981年（昭和56年） - 魚力商事有限会社を設立。
- 1982年（昭和57年） - 多店舗化を開始。
- 1984年（昭和59年） - 力水産株式会社を設立。
- 1985年（昭和60年） - 力水産株式会社を株式会社魚力に商号変更。株式会社魚力商店から鮮魚の小売営業を譲受。
- 1990年（平成2年） - 寿司小売販売事業を開始。
- 1995年（平成7年） - 魚力商事有限会社より鮮魚の卸売営業を譲受。
- 1996年（平成8年） - 株式の額面金額の変更を目的として形式上の存続会社である株式会社魚力と合併。
- 1997年（平成9年） - 卸売事業を本格的に開始。
- 1998年（平成10年） - 日本証券業協会に株式を店頭登録。
- 2000年（平成12年） - 飲食事業を開始。
- 2003年（平成15年） - 東京証券取引所市場第二部に株式を上場。
- 2008年（平成20年） - 米国にて現地法人ウオリキ・フレッシュ・インクを設立。米国内外に向けた鮮魚卸売事業を開始。
- 2012年（平成24年） - 株式会社ヨンキュウと資本・業務提携。
- 2012年（平成24年） - 松岡インターナショナル株式会社（松岡水産株式会社及びオカムラトレーディング株式会社との合弁会社）を設立。
- 2012年（平成24年） - 株式会社大田魚力（現 連結子会社）を設立。
- 2015年（平成27年） - 東京証券取引所市場第一部に指定換え。
- 2015年（平成27年） - 松岡インターナショナル株式会社の全株式を売却。
- 2016年（平成28年） - 株式会社シーフードワークス（株式会社フードワークスとの合弁会社／現 連結子会社）を設立。
- 2016年（平成28年） - ウオリキ・フレッシュ・インクが伊藤忠商事株式会社を割当先とする第三者割当増資により、連結子会社から持分法適用関連会社へ異動。
- 2016年（平成28年） - 株式会社わしょくワークスが実施した第三者割当増資を引受け、同社に資本参加。